# Brandfarliga heta arbeten på tillfällig arbetsplats
Brandfarliga heta arbeten på tillfällig arbetsplats, innan 1 januari 2023 kallat Heta arbeten® av Svenska Brandskyddsföreningen (SBF 506), och Brandfarliga arbeten av branschorganisationen SVEBRA (Svenska Brandsäkerhetsföretag), är ett varumärkesskyddat program för att med olika metoder minska brandriskerna vid arbeten som kan skapa gnistor, använder öppen låga eller alstrar värme över 300 °C.

## Bakgrund
Programmet togs fram i slutet av 1980-talet av bland andra brandingenjören Hans-Eric "Hazze" Zetterström, med de första certifieringarna 1991. Programmet har idag, 30 år senare, fått en bred tillämpning både som branschstandard för arbetena, vid skadereglering och vid domstolsbedömning om en brand orsakats av brottslig vårdslöshet. Enligt SBF:s egen statistik har antalet bränder vid dessa arbeten minskat med 80 % sedan 1990.
I juni 2022 bildade Brandskyddsföreningen, Svensk Certifiering Norden AB, SVEBRA (Svenska Brandsäkerhetsföretag), Presto Brandsäkerhet AB, Trygg Hansa och Byggföretagen Regelgruppen brandfarliga heta arbeten, som ska hantera frågor som rör brandfarliga heta arbeten på tillfällig arbetsplats och tolka och besluta om förändringar i normer och regelverk. 2023 slogs de bägge programmen samman, med ett nytt regelverk för certifierade så kallade konceptägare (såsom SVEBRA och SBF), som kan godkänna och kvalitetskontrollera utbildningsarrangörer vars instruktörer i sin tur utbildar och meddelar examinationsresultat till konceptägaren som därefter utfärdar själva personcertifikatet.
Det finns inget lagtvång bakom certifiering, liknande auktoriseringen av elektriker, men då försäkringsbranschen kräver att de följs för att försäkringar ska gälla och företagens branschorganisationer har enats om att göra det till norm är det idag, 30 år senare, ovanligt att det inte tillämpas. Arbeten i verkstadslokaler eller andra anpassade lokaler kräver ingen certifiering, likaså saknar försäkringar för villor och fritidshus skrivningar om krav på utfärdade tillstånd eller certifiering. Det innebär att ägaren kan utföra hetarbeten utan att vara certifierad, men en entreprenör måste fortfarande följa sina försäkringsvillkor även vid arbete i en villa eller fritidshus. Inom jordbruket finns särskilda regler för heta arbeten utformade av Lantbrukets Brandskyddskommitté. Liknande program finns i Danmark, Finland och Norge med nära samarbete sinsemellan.
För att försäkringar ska gälla på tillfälliga (d.v.s. alla inte särskilt anpassade) arbetsplatser i Norden måste man vid heta arbeten vara certifierad inom programmet eller motsvarande organisationer i de andra nordiska länderna utom Island, och ha ett skriftligt eller digitalt tillstånd utfärdat av en tillståndsansvarig. Certifikatet gäller i fem år och måste därefter förnyas.

### Nordiska motsvarigheter
Dansk Brand- og Sikringsteknisk Institut (DBI)
Suomen Pelastusalan Keskusjärjestö - Räddningsbranschens Centralorganisation I Finland (SPEK)
Norsk brannvernforening

## Beskrivning
Varje arbetsplats ska ha en tillståndsansvarig, som utses skriftligen av beställaren (ägare, brukare av fastighet, total-/generalentreprenör eller motsvarande). Att svetsa på en tom betongplatta har inte samma risker som att svetsa på ett tak isolerat med träull, så i varje enskilt fall ska en individuell riskbedömning göras, t.ex. med KOKA, 3M eller likvärdigt. Därefter fylls tillstånds- och kontrollistan i, där risker, åtgärder och vilka som ska delta i arbetet dokumenteras och tillstånd utfärdas. Om brandfarliga varor förekommer eller har förekommit på platsen skall föreståndaren  för brandfarlig vara kontaktas. Likaså ska den ansvarig för brandlarm kontaktas om automatlarm eller liknande behöver slås av. De utsedda utförarna utför sedan själva uppgiften, medan brandvakten står beredd att vid behov avbryta för att släcka och larma. När uppgiften är slutförd efterbevakas arbetsplatsen under minst en timme om inte tillståndet angett längre tid. Tillstånd kan inte utfärdas åt eget arbete, men den tillståndsansvarige kan agera brandvakt, varför alla heta arbeten kräver minst två personer på plats för att försäkringsvillkoren ska vara uppfyllda. Det enda direkta undantaget är akuta jourarbeten (t.ex. en större vattenläcka i en fastighet) där den tillståndsansvarige inte finns tillgänglig, i vilket fall utföraren själv kan utföra riskbedömning och så vidare, varefter tillståndet antedateras påföljande arbetsdag av den tillståndsansvarige. Samtliga inblandade utom beställaren måste ha ett giltigt personcertifikat enligt SBF 2022.
KOKA: Konsekvens, omgivning, konstruktion, arbetssätt.
3M: Metod, miljö och material.